# Роздольське
Роздольське (рос. Раздольское) — село у складі Сакмарського району Оренбурзької області, Росія.

## Населення
Населення — 19 осіб (2010; 34 у 2002).
Національний склад (станом на 2002 рік):
- росіяни — 47 %
- татари — 38 %